# Al-Mahdawi
Al-Mahdawī, Abū Muḥammad ‛Abd al-‛Azīz b. Abī Bakr al-Qurašī (m. La Narsa, Túnez, 1224) fue un santón musulmán y un maestro sufi de origen tunecino. Fue uno de los principales discípulos de Abū Madyan y estuvo muy relacionado con Ibn Arabi, que le dedicó el prólogo de su obra más importante, Futuhat al-Makiyya o Las Revelaciones de la Meca.